# Kraljevina Arcah
Kraljevina Arcah (armensko Արցախի թագավորություն, latinizirano: Arcahi tagavorutjun) je bila srednjeveška neodvisna armenska kraljevina na ozemlju provinc Sjunik in Arcah, kantona Gardman v provinci Utik ter kantonov Mazaz in Varažnunik v provinci Ajrarat. Sodobni viri jo omenjajo kot Hačen, ker pa je domena Hačena v času vladavine Hasan-Džalaljanskih knezov vključevala celotno ozemlje sodobne Gorsko-Karabaške republike in številna sosednja ozemlja na zahodu, jugu in severu, se je njegova kneževina pogosto imenovala Kraljevina Arcah. Hačenska kraljeva hiša je bila kadetska veja starodavne dinastije Sjunidov in je dobila ime Hačen po svoji glavni trdnjavi. Hasan-Džalaljani so svoj izvor izsledili do armenske dinastije Aranšahikov, ki je obstajala pred ustanovitvijo Partskih Arsakidov v regiji.
Kraljevina Arcah je ohranila svoje suverene vladarje, čeprav so v začetku 13. stoletja sprejeli gruzijsko in nato mongolsko suverenost. Po atentatu na Hasana Džalaljana (1214–1261), ki ga je zagrešil ilkanidski vladar Argun, so njegovi nasledniki zgubili naziv kralja, vendar so še naprej vladali v Sjuniku kot kneževini. Slednjo je od 16. stoletja sestavljalo pet armenskih melikdomov Arcaha in Kaštaški melikdom Sjunika. Kneževina je obstajala do začetka 19. stoletja. 

## Nadaljno branje
- Akopyan, Alexander V. (2015). »On the earliest coins of Khachen (Qarabagh)«. Journal of the Oriental Numismatic Society. 222: 6–11.
- Robert H. Hewsen. "The Kingdom of Arc'ax" in Medieval Armenian Culture (University of Pennsylvania Armenian Texts and Studies). Thomas J. Samuelian and Michael E. Stone (eds.) Chico, California: Scholars Press, 1984. ISBN 0-89130-642-0.